# Prasert Chanthararuangthong
Prasert Chanthararuangthong (thaï : ประเสริฐ จันทรรวงทอง) est un homme politique thaïlandais né le 1er avril 1960 dans la province de Nakhon Ratchasima.
Membre du Thai Rak Thai et de ses successeurs (Palang Prachachon puis Pheu Thai), il est député de Nakhon Ratchasima pour plusieurs circonscriptions (13e entre 2001 et 2005, 15e en 2005 et 2006, 3e entre 2007 et 2011 et entre 2019 et 2023, et 14e entre 2011 et 2014) puis député de liste proportionnel de 2023 à 2024.
Il est vice-ministre des Transports auprès du ministre Chadchart Sittipunt au sein du gouvernement de Yingluck Shinawatra entre 2012 et 2013. Dix ans plus tard, en 2023, il est nommé ministre de l'Économie et de la Société numériques au sein du gouvernement de Srettha Thavisin. 
En 2024, en gardant son poste de ministre, il est également vice-Premier ministre au sein du gouvernement de Paethongtarn Shinawatra.